# Liste der Fornminnen in Ed

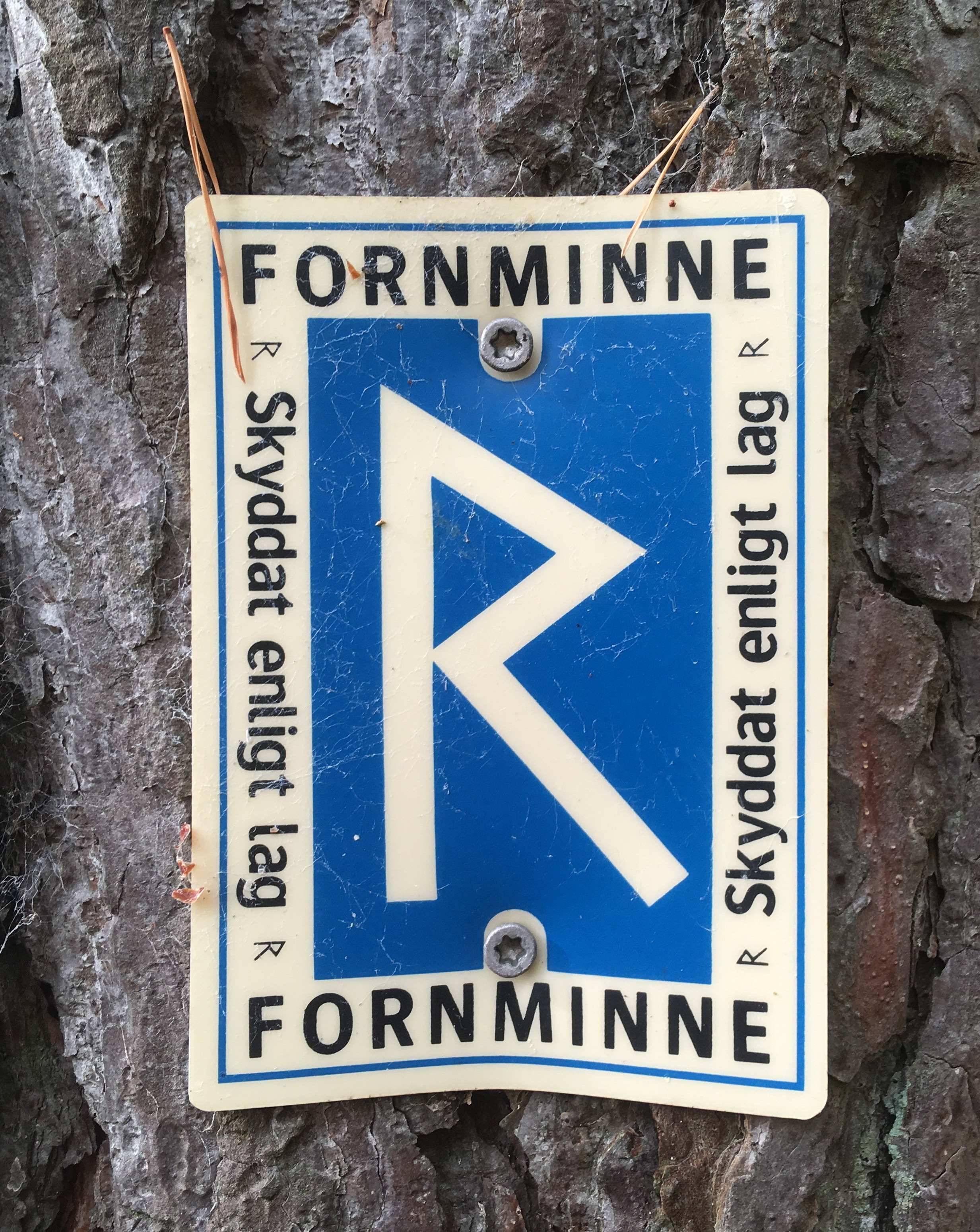
Zeichen für „Fornminnen“ in Schweden

Diese Liste der Fornminnen in Ed zeigt die „Alten/antiken Denkmale“ (schwedisch fornminnen) im ehemaligen Socken Ed in der heutigen Gemeinde Sollefteå der schwedischen Provinz Västernorrlands län, sie ist eine Teilliste der „Liste der Fornminnen in Västernorrland“. Die Aufteilung basiert auf der historischen Zuordnung der Gebiete in Socken (siehe auch) und der Einteilung des Zentralamts für Denkmalpflege Riksantikvarieämbetet (RAÄ). Es werden die Fornminnen aufgeführt, die auf dem Suchdienst „Fornsök“ registriert sind, welcher weitere Informationen zu den bekannten kulturhistorischen Überresten in Schweden enthält.

## Begriffserklärung
Fornminnen (schwedisch für alte/antike Denkmale oder archäologische Funde) sind in Schweden alte Objekte und archäologische Funde (Fornlämningar), welche die Überreste menschlicher Aktivitäten in der Vergangenheit bezeichnen, die durch frühere Nutzung entstanden sind und dauerhaft aufgegeben wurden. Dabei gilt für Fornminnen, die vor 1850 entstanden sind, dass sie automatisch durch das Gesetz geschützt sind. Aber auch jüngere Überreste können zu Bodendenkmalen erklärt werden, wenn sie sich an ihrem ursprünglichen Standort befinden und weitgehend erdgebunden sind. Als Fornminnen zählen u. a. Siedlungen und Siedlungsreste aus prähistorischer Zeit, Gräber und Grabstätten, Burgruinen, Ruinen von Klöstern, Kirchen und Schlössern, Steine und Felsen mit Inschriften und Bildern (z. B. Runensteine und Petroglyphen), insofern sie nicht schon als Einzeldenkmal unter Byggnadsminnen (schwedisch für Baudenkmale) oder kyrkliga Kulturminnen (schwedisch für kirchliches Kulturgut) ausgewiesen sind.

## Legende
| ID           | = | ID.Nr. des Denkmalregisters (Fornsök) im schwedische Amt für nationales Kulturerbe (Riksantikvarieämbetet (RAÄ)) |
| Lage         | = | Koordinatenangabe des Standorts                                                                                  |
| Bezeichnung  | = | Bezeichnung des Denkmalobjekts (auch RAÄ-Nr.)                                                                    |
| Beschreibung | = | Name (Denkmaltyp/Dokumentenverweis im Arkivsök) sowie eine kurze Beschreibung des Objekts                        |
| Bild         | = | Bild des Objekts sowie Verweis auf weitere Bilder                                                                |

## Liste Fornminnen Ed
| ID             | Lage    | Bezeichnung (RAÄ-Nr.) | Beschreibung | Bild           |
| -------------- | ------- | --------------------- | --- | -------------- |
| 10245800010001 | (Karte) | Ed 1:1                | Ed 1:1 (Gräberfeld / L1936:2914) ovales (110 x 40 m) Gräberfeld am Ostufer des Ångermanälven direkt nördlich der Brücke; bestehend aus 8 Fundstätten, davon 6 runde (bis zu 11 m Durchmesser) Hügelgräber und zwei runde (bis zu 5 m Durchmesser) Steinsetzungen, welche bei früherer Landwirtschaft beschädigt wurden und dabei zahlreiche Funde von Pfeil- und Speerspitzen sowie Knochen freilegten. | Weitere Bilder |
| 10245800020001 | (Karte) | Ed 2:1                | Ed 2:1 (Hügelgrab / L1936:4911) rundes (etwa 7 m Durchmesser) Hügelgrab mit 0,8 m Höhe und abgeflachter Kuppe und Vertiefung in der Mitte, Randrinne noch erkennbar, an Westseite ausgehöhlt; befindet sich nördlich Ed, etwa 100 m südlich vom Gräberfeld Ed 1:1 (L1936:2914) und der Brücke über den Ångermanälven.                                                                                   | Weitere Bilder |
| 10245800080001 | (Karte) | Ed 8:1                | Ed 8:1 (Hügelgrab / L1936:2982) Beschreibung ergänzen | Weitere Bilder |
| 10245800840001 | (Karte) | Ed 84:1               | Ed 84:1 (Alm / L1936:2737) Überreste einer Almhütte (auch als schwedisch „Öjbodarna“ bezeichnet), welche sich etwa 9 km westlich Ed nördlich eines Sees Nacksjön befinden; auf einem Areal von 120 x 80 m wurden 1 Erdkeller und 3 Feuerstellen gefunden sowie behauene Steine und Reste von gebrannten Ziegeln.                                                                                        | Weitere Bilder |
| 10245800850001 | (Karte) | Ed 85:1               | Ed 85:1 (Alm / L1936:2738) Reste eines ehemaligen Bergbauernhof (auch als schwedisch „Västerås gamla fäbodvall“ bezeichnet) etwa 6,5 km westlich Ed gelegen, zwischen den Naturschutzgebieten „Björnbergskogen“ und „Västeråsskogen“. Auf einer Fläche von 40 x 30 m befinden sich ein 6 x 5 m Hausfundament mit Feuerstelle und gerodeten Flächen.                                                     | Weitere Bilder |
| 10245801090001 | (Karte) | Ed 109:1              | Ed 109:1 (Wohnsiedlung / L1936:7255) Beschreibung ergänzen | Weitere Bilder |